# Steatoda alamosa
Steatoda alamosa är en spindelart som beskrevs av Willis J. Gertsch 1960. Steatoda alamosa ingår i släktet vaxspindlar, och familjen klotspindlar. Inga underarter finns listade i Catalogue of Life.